# Бахня (комуна)
Бахня (рум. Bahnea) — комуна у повіті Муреш в Румунії. До складу комуни входять такі села (дані про населення за 2002 рік):
- Ідічу (374 особи)
- Бахня (1948 осіб) — адміністративний центр комуни
- Бернадя (193 особи)
- Гоган (674 особи)
- Дая (227 осіб)
- Кунд (192 особи)
- Лепіндя (204 особи)

Комуна розташована на відстані 249 км на північний захід від Бухареста, 20 км на південь від Тиргу-Муреша, 80 км на південний схід від Клуж-Напоки, 118 км на північний захід від Брашова.

## Населення
За даними перепису населення 2002 року у комуні проживали 3812 осіб.
Національний склад населення комуни:
| Національність   | Кількість осіб | Відсоток |
| ---------------- | -------------- | -------- |
| румуни           | 1452           | 38,1%    |
| угорці           | 1348           | 35,4%    |
| цигани           | 991            | 26,0%    |
| німці            | 17             | 0,4%     |
| росіяни-липовани | 3              | 0,1%     |
| українці         | 1              | < 0,1%   |

Рідною мовою назвали:
| Мова       | Кількість осіб | Відсоток |
| ---------- | -------------- | -------- |
| румунська  | 1957           | 51,3%    |
| угорська   | 1358           | 35,6%    |
| циганська  | 475            | 12,5%    |
| німецька   | 19             | 0,5%     |
| російська  | 2              | 0,1%     |
| українська | 1              | < 0,1%   |

Склад населення комуни за віросповіданням:
| Релігія                                       | Кількість осіб | Відсоток |
| --------------------------------------------- | -------------- | -------- |
| православні                                   | 1974           | 51,8%    |
| реформати                                     | 1329           | 34,9%    |
| п'ятдесятники                                 | 289            | 7,6%     |
| баптисти                                      | 76             | 2,0%     |
| греко-католики                                | 47             | 1,2%     |
| римо-католики                                 | 30             | 0,8%     |
| лютерани (Синодально-пресвітеріанська церква) | 15             | 0,4%     |
| старообрядці                                  | 10             | 0,3%     |
| бретрени                                      | 9              | 0,2%     |
| унітарії                                      | 8              | 0,2%     |
| лютерани                                      | 7              | 0,2%     |
| адвентисти                                    | 4              | 0,1%     |
| не релігійні                                  | 4              | 0,1%     |
| не вказали релігію                            | 2              | 0,1%     |